# کیریاکوس یوانو
کیریاکوس یوانو (یونانی: Κυριάκος Ιωάννου؛ زادهٔ ۲۶ ژوئیهٔ ۱۹۸۴) ورزشکار پرش ارتفاع اهل قبرس است.
از افتخارات وی میتوان به کسب مدال نقره و برنز در مسابقات جهانی دو و میدانی اشاره کرد.